# Marie-Marguerite Oudry
Pour les articles homonymes, voir Oudry.
Marie-Marguerite Oudry (Paris, 1688 - Paris, 28 janvier 1780) est une artiste peintre et graveuse française.

## Biographie
Fille d'un marchand miroitier parisien appelé Jean Froissé,,, elle fut initiée au dessin par Jean-Baptiste Oudry, qu'elle épousa le 28 décembre 1709. Selon Beraldi, elle fit de son époux un bon portrait gravé, à l'eau-forte, d'après Largillierre. Musicien, Oudry composa des vers pour elle.

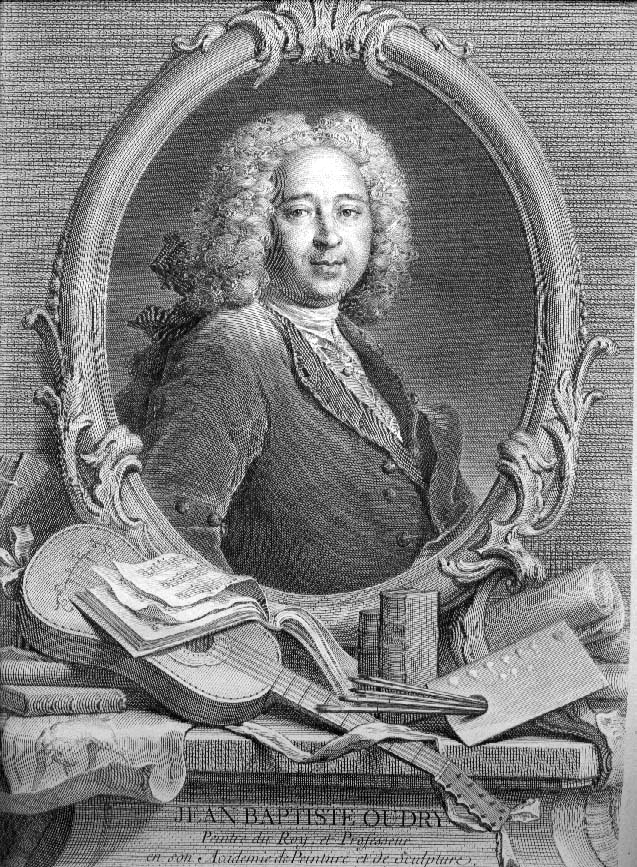
Jean-Baptiste Oudry, portrait gravé d'après Largillierre.

Le couple eut treize enfants, dont cinq seulement survécurent, deux garçons et trois filles. Seul Jacques-Charles Oudry embrassa la profession d'artiste peintre. Le dernier enfant, Marie, épousa le peintre Antoine Boizot et mourut en juin 1739 après avoir donné naissance à un fils. L'aînée, Marie-Thérèse, épousa un peintre amateur. Quant à Nicole, elle épousa l'épicier Nicolas Nolleau.
Quand Jean-Baptiste Oudry meurt en 1755, il laisse à sa veuve et à ses enfants la confortable somme de 95 000 livres,.
Marie-Marguerite Oudry produisit de nombreuses gravures de reproduction à partir des toiles de son mari. Pastelliste, elle exécuta des portraits originaux entre autres représentant ses enfants.
Elle meurt chez elle à Paris, impasse Saint-Thomas-du-Louvre, d'une maladie, âgée de plus de 90 ans. Le peintre Boizot géra la succession en faveur des enfants et petits-enfants de la défunte.